# Retinatura

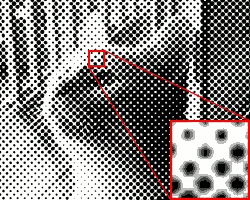
Esempio in bianco e nero

La retinatura è una tecnica fotografica utilizzata nell'industria grafica per simulare a stampa le variazioni chiaroscurali tipiche delle fotografie tradizionali.
Questo artifizio è utilizzato in quanto, qualsiasi processo di stampa, utilizza inchiostro di un solo colore (in genere nero) per riprodurre su carta i grafismi contenuti sulla forma. Il solo inchiostro nero non è quindi in grado di riprodurre da solo nessuna variazione chiaroscurale.
Per permettere la modellazione tonale che un'immagine contiene, occorre quindi «ricostruire» l'immagine sotto forma di puntini equidistanti e di dimensione variabile. Ciò in funzione del livello di grigio che si vuole ottenere. L'insieme dei puntini costituenti l'immagine stampata vengono riprodotti sul supporto cartaceo con inchiostro nero o colorato. Di conseguenza, per contrasto con la carta questi ultimi fanno percepire al nostro occhio l'effetto fotografico comunemente conosciuto.

## Storia

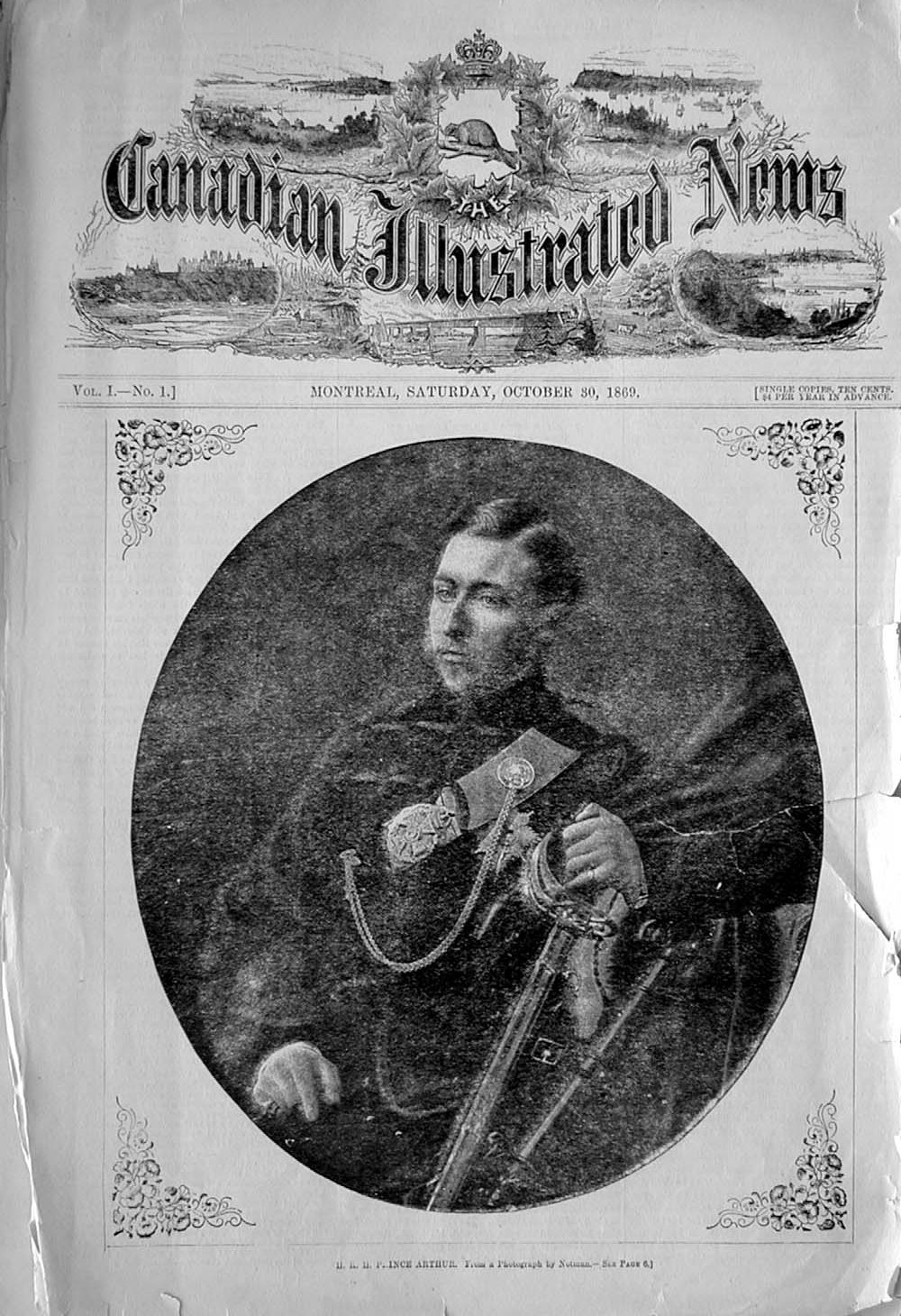
La prima foto stampata utilizzando la retinatura in un periodico canadese, 30 ottobre 1869.

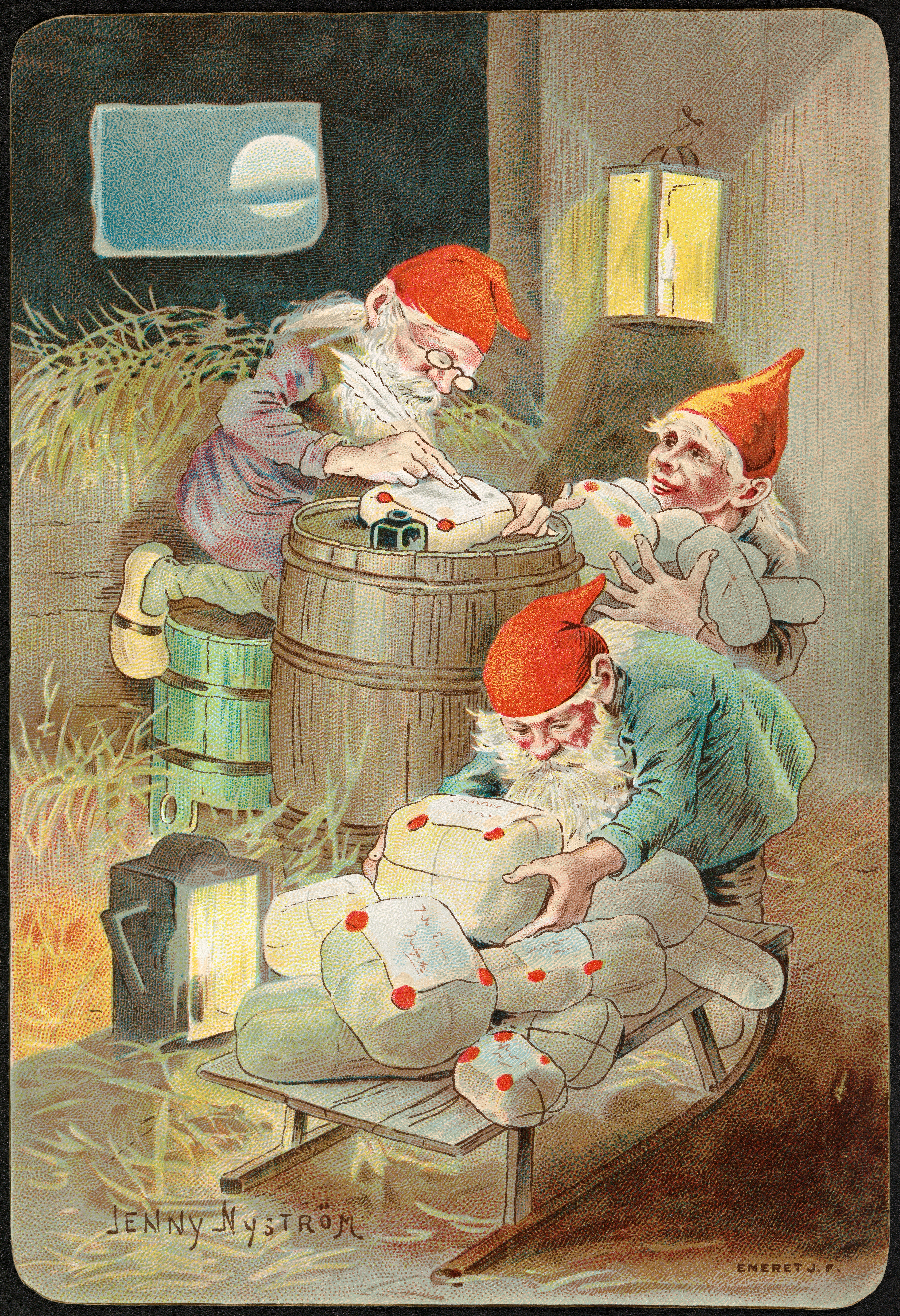
Una cartolina multicolore (1899) stampata da lastre retinate fatte a mano.

Sebbene esistessero precedenti processi di stampa meccanica che potevano imitare il tono e i dettagli sottili di una fotografia, in particolare la woodburytipia, i costi e la praticità ne proibivano l'uso nella stampa commerciale di massa che utilizzava la stampa in rilievo.
In precedenza la maggior parte delle immagini dei giornali erano xilografie o incisioni su legno realizzate con blocchi intagliati a mano che, sebbene fossero spesso copiate da fotografie, somigliavano a schizzi disegnati a mano. Gli stampatori commerciali desideravano un modo pratico per riprodurre realisticamente le fotografie sulla pagina stampata, ma i processi di stampa meccanica più comuni potevano solo stampare aree di inchiostro o lasciare aree vuote sulla carta e non una gamma di toni fotografici; potevano stampare solo inchiostro nero (o colorato), oppure non lasciare niente nell'area. Il processo a retinatura superò queste limitazioni e divenne il punto fermo del settore dei libri, dei giornali e di altri periodici.
A William Fox Talbot viene attribuita l'idea della stampa a retinatura. In un brevetto del 1852 suggerì di utilizzare "retini o veli fotografici" in connessione con un processo di intaglio fotografico.
Nei decenni successivi furono proposti diversi tipi di retini. Uno dei primi tentativi fu di William Leggo con il suo leggotype mentre lavorava per il Canadian Illustrated News. La prima fotografia stampata a retinatura era un'immagine del principe Arthur pubblicata il 30 ottobre 1869. Il New York Daily Graphic avrebbe poi pubblicato "la prima riproduzione di una fotografia con una gamma tonale completa su un giornale" il 4 marzo 1880 (intitolata "A Scene in Shantytown") con un retinato grezzo.
Il primo metodo commerciale di vero successo fu brevettato da Frederic Ives di Filadelfia nel 1881. Sebbene trovò il modo di suddividere l'immagine in punti di varie dimensioni, non fece uso di un retino. Nel 1882, il tedesco Georg Meisenbach brevettò in Germania un processo di retinatura che chiamò autotype. La sua invenzione era basata sulle idee precedenti di Berchtold e Swan. Ha utilizzato retini a linea singola che venivano ruotati durante l'esposizione per produrre effetti a linee incrociate. Fu il primo a ottenere un successo commerciale con la retinatura in rilievo.
Poco dopo, Ives, questa volta in collaborazione con Louis e Max Levy, migliorò ulteriormente il processo con l'invenzione e la produzione commerciale di retini reticolati di qualità.
Il processo della retinatura in rilievo si è rivelato quasi immediatamente un successo. L'uso dei blocchi di retinatura nelle riviste popolari divenne regolare durante i primi anni novanta dell'Ottocento.
Lo sviluppo dei metodi di stampa a retinatura per la litografia sembra aver seguito un percorso in gran parte indipendente. Nel 1860, A. Hoen & Co. si concentrò su metodi che consentissero agli artisti di manipolare i toni delle pietre da stampa lavorate a mano. Nel 1880, Hoen stava lavorando su metodi di retinatura che potevano essere utilizzati insieme a pietre lavorate a mano o fotolitografiche.

## Screening fotografico retinato

A sinistra: punti di retinatura. A destra: esempio di come l'occhio umano vedrebbe i punti da una distanza sufficiente.

Prima delle immagini digitalizzate, venivano sviluppate speciali tecniche fotografiche per scomporre le immagini in scala di grigi in punti discreti. Il primo di questi era lo "screening", in cui un retino a trama grossa veniva sospeso davanti alla lastra della fotocamera da esporre, suddividendo la luce in entrata in uno schema di punti tramite una combinazione di effetti di interruzione e diffrazione. La lastra fotografica poteva quindi essere sviluppata utilizzando tecniche di fotoincisione per creare una lastra da stampa.
Altre tecniche utilizzavano un "retino" costituito da barre parallele (una maschera di Ronchi), al quale veniva poi abbinata una seconda esposizione con lo stesso retino orientato con un'altra angolazione. Un altro metodo consisteva nell'esporre attraverso una lastra retinata con linee incrociate incise sulla superficie. Successivamente, sono stati utilizzati retini fotografici a contatto, o talvolta nessun retino, esponendo direttamente su una pellicola litografica (producendo un contrasto estremamente elevato) con un motivo a retinatura pre-esposto.

## Retinatura tradizionale

### Risoluzione
| Risoluzioni tipiche della retinatura          |            |
| Serigrafia                                    | 45–65 lpi  |
| Stampante laser (300 dpi)                     | 65 lpi     |
| Stampante laser (600 dpi)                     | 85–105 lpi |
| Macchina da stampa offset (carta da giornale) | 85 lpi     |
| Macchina da stampa offset (carta patinata)    | 85–185 lpi |

La risoluzione di un retino viene misurata in linee per pollice (lpi - Lines per inch). Questo è il numero di linee di punti in un pollice, misurato parallelamente all'angolo del retino. Conosciuta come lineatura del retino, la risoluzione di un retino viene scritta con il suffisso lpi o con un cancelletto; ad esempio, "150 lpi" o "150#".
Maggiore è la risoluzione in pixel di un file sorgente, maggiore è il dettaglio che può essere riprodotto. Tuttavia, tale aumento richiede anche un corrispondente aumento della lineatura del retino, altrimenti l'output soffrirà di posterizzazione. Pertanto, la risoluzione del file corrisponde alla risoluzione dell'output. I punti non possono essere visti facilmente ad occhio nudo, ma possono essere individuati attraverso un microscopio o una lente d'ingrandimento.

### Retini multipli e retinatura a colori

Tre esempi di retinatura cromatica moderna con separazioni CMYK. Da sinistra a destra: la separazione del ciano, del magenta, del giallo e del nero, lo schema di retinatura combinato e infine come l'occhio umano osserverebbe lo schema retinato combinato da una distanza sufficiente.

Quando si combinano retini diversi, possono verificarsi numerosi effetti visivi fastidiosi, tra cui l'eccessiva enfatizzazione dei bordi e un effetto moiré. Questo problema può essere ridotto ruotando i retini l'uno rispetto all'altro. Questo angolo del retino è un'altra misura comune utilizzata nella stampa, misurata in gradi in senso orario da una linea che corre verso sinistra (le ore 9 corrispondono a zero gradi).
La retinatura viene comunemente utilizzata anche per la stampa di immagini a colori. L'idea generale è la stessa, variando la densità dei quattro colori di stampa secondari, ciano, magenta, giallo e nero (abbreviazione CMYK), è possibile riprodurre qualsiasi tonalità particolare.
In questo caso può verificarsi un ulteriore problema. Nel caso più semplice si potrebbe creare un retinatura utilizzando le stesse tecniche usate per stampare le sfumature di grigio, ma in questo caso i diversi colori di stampa devono rimanere fisicamente vicini tra loro per ingannare l'occhio facendogli credere che siano un unico colore. Per fare questo l'industria si è standardizzata su una serie di angoli noti, che fanno sì che i punti si formino in piccoli cerchi o rosette.

### Forme dei punti della retinatura
Sebbene i punti rotondi siano quelli più comunemente utilizzati, sono disponibili molti tipi di punti, ciascuno con le proprie caratteristiche. Possono essere utilizzati contemporaneamente per evitare l'effetto moiré. Generalmente la forma preferita del punto dipende anche dal metodo di stampa o dalla lastra.
- Punti rotondi: più comuni, adatti per immagini chiare, soprattutto per le tonalità della pelle. Si incontrano ad un valore tonale del 70%.
- Punti ellittici: adatti per immagini con molti oggetti. Si incontrano ai valori tonali del 40% e del 60% (lato lungo), quindi esiste il rischio di un pattern.
- Punti quadrati: ideali per immagini dettagliate, sconsigliati per le tonalità della pelle. Gli angoli si incontrano ad un valore tonale del 50%. La transizione tra i punti quadrati a volte può essere visibile all'occhio umano[15].

## Retinatura digitale

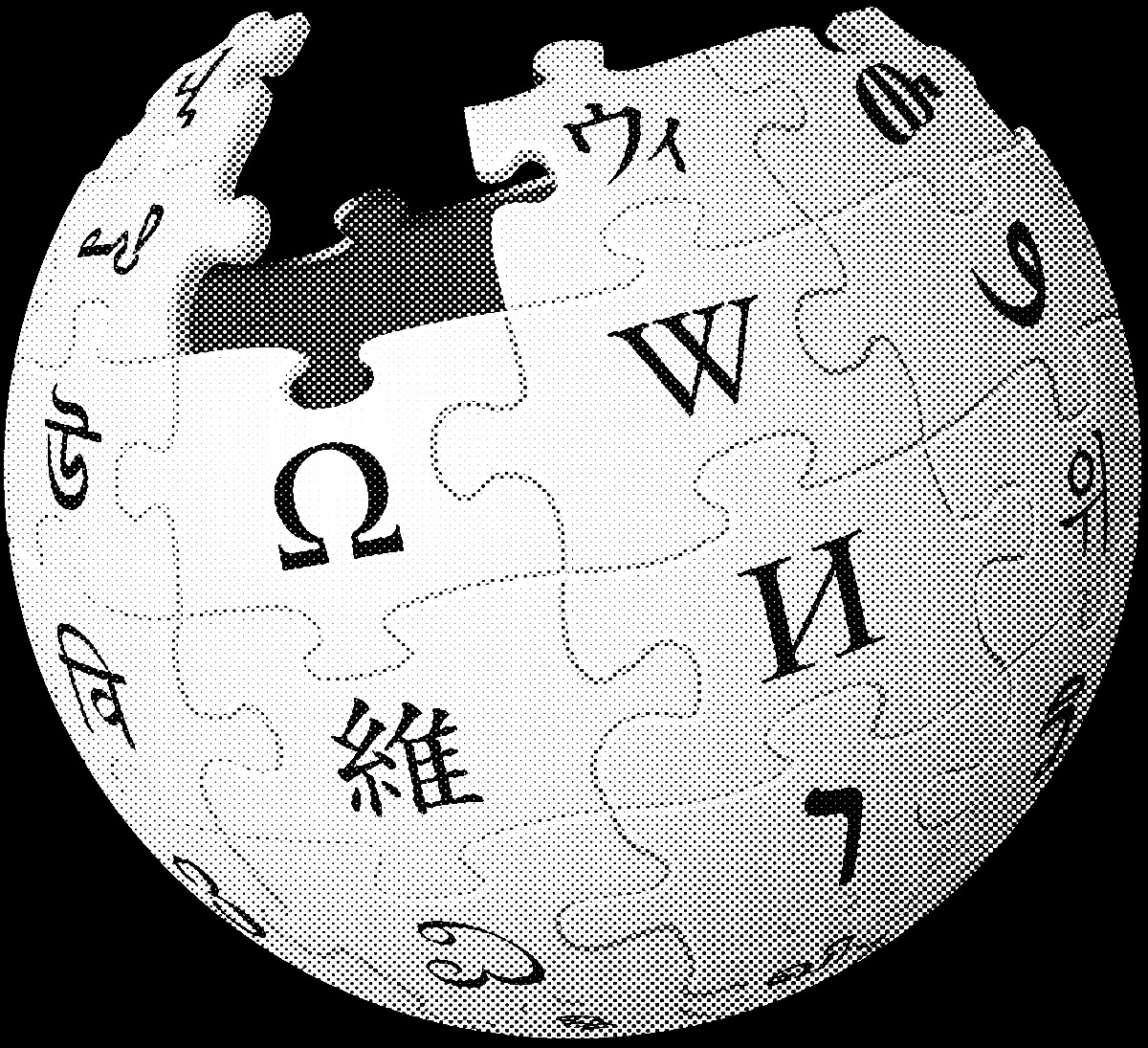
Un'immagine a cui è stata applicata la retinatura digitale.

La retinatura digitale ha sostituito la retinatura fotografica dagli anni '70, quando furono sviluppati "generatori di punti elettronici" per le unità di registrazione di pellicole collegate a scanner a tamburo a colori realizzati da aziende come Crosfield Electronics, Hell e Linotype-Paul.
Negli anni '80, la retinatura divenne disponibile nella nuova generazione di registratori su pellicola e su carta sviluppati dai precedenti "compositori laser". A differenza degli scanner puri o delle tipografie pure, le fotounità possono generare tutti gli elementi di una pagina inclusi testo, fotografie e altri oggetti grafici. I primi esempi furono i ampiamente utilizzati Linotype Linotronic 300 e 100 introdotti nel 1984, che furono anche i primi a offrire RIP PostScript nel 1985.
Anche le prime stampanti laser, dalla fine degli anni '70 in poi, potevano generare retinatura, ma la loro risoluzione originale di 300 dpi limitava la lineatura del retino a circa 65 lpi. Ciò è stato migliorato con l'introduzione di risoluzioni più elevate di 600 dpi e superiori e tecniche di dithering.
Tutti i retinati utilizzano una dicotomia alta/bassa frequenza. Nei retinati fotografici, l'attributo di bassa frequenza è un'area locale dell'immagine di output denominata "cella dei retinati". Ciascuna cella di uguali dimensioni si riferisce ad un'area corrispondente (dimensione e posizione) dell'immagine di ingresso a tono continuo. All'interno di ciascuna cella, l'attributo ad alta frequenza è un punto di retinatura centrato di dimensioni variabili composto da inchiostro o toner. Il rapporto tra l'area inchiostrata e l'area non inchiostrata della cella di output corrisponde alla luminanza o al livello di grigio della cella di input. Da una distanza adeguata, l'occhio umano calcola la media sia del livello di grigio apparente ad alta frequenza approssimato dal rapporto all'interno della cella, sia dei cambiamenti apparenti a bassa frequenza del livello di grigio tra celle adiacenti equidistanti e punti centrati.
La retinatura digitale utilizza un'immagine raster o bitmap all'interno della quale ciascun elemento o pixel dell'immagine monocromatica può essere attivato o disattivato, con o senza inchiostro. Di conseguenza, per emulare la cella della retinatura fotografica, la cella della retinatura digitale deve contenere gruppi di pixel monocromatici all'interno dell'area della cella della stessa dimensione. La posizione e la dimensione fissa di questi pixel monocromatici compromette la dicotomia alta/bassa frequenza del metodo della retinatura fotografica. I punti multi-pixel raggruppati non possono "crescere" in modo incrementale ma gradualmente. Inoltre, il posizionamento di quel pixel è leggermente decentrato. Per ridurre al minimo questo compromesso, i pixel monocromatici dei retinati digitali devono essere piuttosto piccoli, con una numerazione compresa tra 600 e 2.540 o più pixel per pollice. Tuttavia, l'elaborazione delle immagini digitali ha anche consentito ad algoritmi di dithering più sofisticati di decidere quali pixel rendere bianchi o neri, alcuni dei quali producono risultati migliori rispetto alla retinatura digitale. È stata proposta anche la retinatura digitale basata su alcuni moderni strumenti di elaborazione delle immagini come la diffusione non lineare e il capovolgimento stocastico.

### Modulazione
Il metodo più comune per creare retini, la modulazione di ampiezza, produce una griglia regolare di punti di dimensioni variabili. L'altro metodo per creare retini, la modulazione di frequenza, viene utilizzato in un processo noto anche come screening stocastico. Entrambi i metodi di modulazione prendono il nome per analogia con l'uso dei termini nelle telecomunicazioni.

## Retinatura inversa

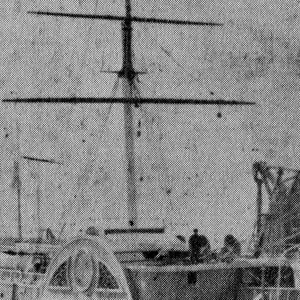
Punti nel cielo dovuti all'aliasing spaziale causato dalla retinatura ridimensionata a una risoluzione inferiore.

La retinatura inversa o la deretinatura (descreening) consistono nel processo di ricostruzione di immagini a tono continuo di alta qualità dalla versione a retinatura. La retinatura inversa è un problema mal posto perché immagini di origine diverse possono produrre la stessa immagine a retinatura. Di conseguenza, un'immagine retinata ha più ricostruzioni plausibili. Inoltre, informazioni come toni e dettagli vengono scartate durante la retinatura e quindi perse irrimediabilmente. A causa della varietà dei diversi modelli di retinatura, non è sempre ovvio quale algoritmo utilizzare per ottenere la migliore qualità.
Ci sono molte situazioni in cui è auspicabile la ricostruzione. Per gli artisti, è un compito impegnativo modificare le immagini retinate. Anche le modifiche più semplici, come l'alterazione della luminosità, di solito funzionano cambiando le tonalità dei colori. Nelle immagini retinate, ciò richiede inoltre la conservazione del modello regolare. Lo stesso vale per strumenti più complessi come il ritocco. Molte altre tecniche di elaborazione delle immagini sono progettate per funzionare su immagini a tono continuo. Ad esempio, gli algoritmi di compressione delle immagini sono più efficienti per esse. Un altro motivo è l'aspetto visivo poiché la retinatura degrada la qualità di un'immagine. I cambiamenti improvvisi di tono dell'immagine originale vengono rimossi a causa delle variazioni tonali limitate nelle immagini retinate. Può anche introdurre distorsioni ed effetti visivi come i motivi moiré. Soprattutto se stampato su giornale, il motivo retinato diventa più visibile a causa delle proprietà della carta. Scansionando e ristampando queste immagini, i motivi moiré vengono enfatizzati. Pertanto, ricostruirli prima della ristampa è importante per fornire una qualità ragionevole.

### Filtraggio spaziale e di frequenza
Le fasi principali della procedura sono la rimozione dei motivi di retinatura e la ricostruzione dei cambiamenti di tono. Alla fine, potrebbe essere necessario recuperare i dettagli per migliorare la qualità dell'immagine. Esistono molti algoritmi di retinatura che possono essere per lo più classificati nelle categorie ordinate dithering, diffusione degli errori e metodi basati sull'ottimizzazione. È importante scegliere una strategia di deretinatura adeguata poiché generano modelli diversi e la maggior parte degli algoritmi di retinatura inversi sono progettati per un particolare tipo di modello. Il tempo è un altro criterio di selezione perché molti algoritmi sono iterativi e quindi piuttosto lenti.
Il modo più semplice per rimuovere i modelli di retinatura è l'applicazione di un filtro passa basso nel dominio spaziale o in quello della frequenza. Un semplice esempio è un filtro gaussiano. Elimina le informazioni ad alta frequenza che offuscano l'immagine e contemporaneamente riduce il motivo della retinatura. Questo è simile all'effetto sfocato dei nostri occhi quando visualizziamo un'immagine a retinatura. In ogni caso, è importante scegliere una larghezza di banda adeguata poiché troppo limitata offusca i bordi, mentre se è troppo elevata produce un'immagine rumorosa perché non rimuove completamente il motivo. A causa di questo compromesso, non è in grado di ricostruire informazioni sui margini ragionevoli.
Ulteriori miglioramenti possono essere ottenuti con il miglioramento dei bordi. La scomposizione dell'immagine retinatura nella sua trasformata wavelet consente di raccogliere informazioni da diverse bande di frequenza. I bordi sono solitamente costituiti da energia passa alto. Utilizzando le informazioni passa alto estratte, è possibile trattare le aree attorno ai bordi in modo diverso per enfatizzarle mantenendo le informazioni passa basso tra le regioni uniformi.

### Filtraggio basato sull'ottimizzazione
Un'altra possibilità per la retinatura inversa è l'utilizzo di algoritmi di apprendimento automatico basati su reti neurali artificiali. Questi approcci basati sull'apprendimento possono trovare la tecnica di descreening che si avvicina il più possibile a quella perfetta. L'idea è di utilizzare strategie diverse a seconda dell'immagine retinata effettiva. Anche per contenuti diversi all’interno della stessa immagine, la strategia dovrebbe essere variata. Le reti neurali convoluzionali sono adatte per attività come il rilevamento di oggetti che consente un descreening basato su categorie. Inoltre, possono eseguire il rilevamento dei bordi per migliorare i dettagli attorno alle aree dei bordi. I risultati possono essere ulteriormente migliorati mediante rete generativa avversaria. Questo tipo di rete può generare artificialmente contenuti e recuperare dettagli perduti. Tuttavia, questi metodi sono limitati dalla qualità e dalla completezza dei dati di training utilizzati. I modelli di retinatura invisibili che non erano rappresentati nei dati di addestramento sono piuttosto difficili da rimuovere. Inoltre, il processo di apprendimento può richiedere del tempo. Al contrario, il calcolo dell'immagine a retinatura invertita è veloce rispetto ad altri metodi iterativi perché richiede solo un singolo passaggio di calcolo.

### Lookup table
A differenza di altri approcci, il metodo della lookup table non prevede alcun filtraggio. Funziona calcolando una distribuzione dell'intorno per ogni pixel nell'immagine a retinatura. La lookup table fornisce un valore di tono continuo per un dato pixel e la sua distribuzione. La lookup table corrispondente viene ottenuta prima di utilizzare gli istogrammi delle immagini retinatura e dei relativi originali corrispondenti. Gli istogrammi forniscono la distribuzione prima e dopo i retinatura e consentono di approssimare il valore del tono continuo per una distribuzione specifica nell'immagine retinata. Per questo approccio, la strategia dei retinati deve essere conosciuta in anticipo per scegliere una lookup table adeguata. Inoltre, la tabella deve essere ricalcolata per ogni nuovo motivo di retinato. La generazione dell'immagine deretinata è rapida rispetto ai metodi iterativi perché richiede una ricerca per pixel.

## Galleria d'immagini

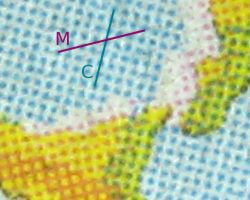
Questo primo piano di una stampa a retinatura mostra che il magenta sopra il giallo appare come arancione/rosso, mentre il ciano sopra il giallo appare come verde.
Esempi di angoli di retino CMYK
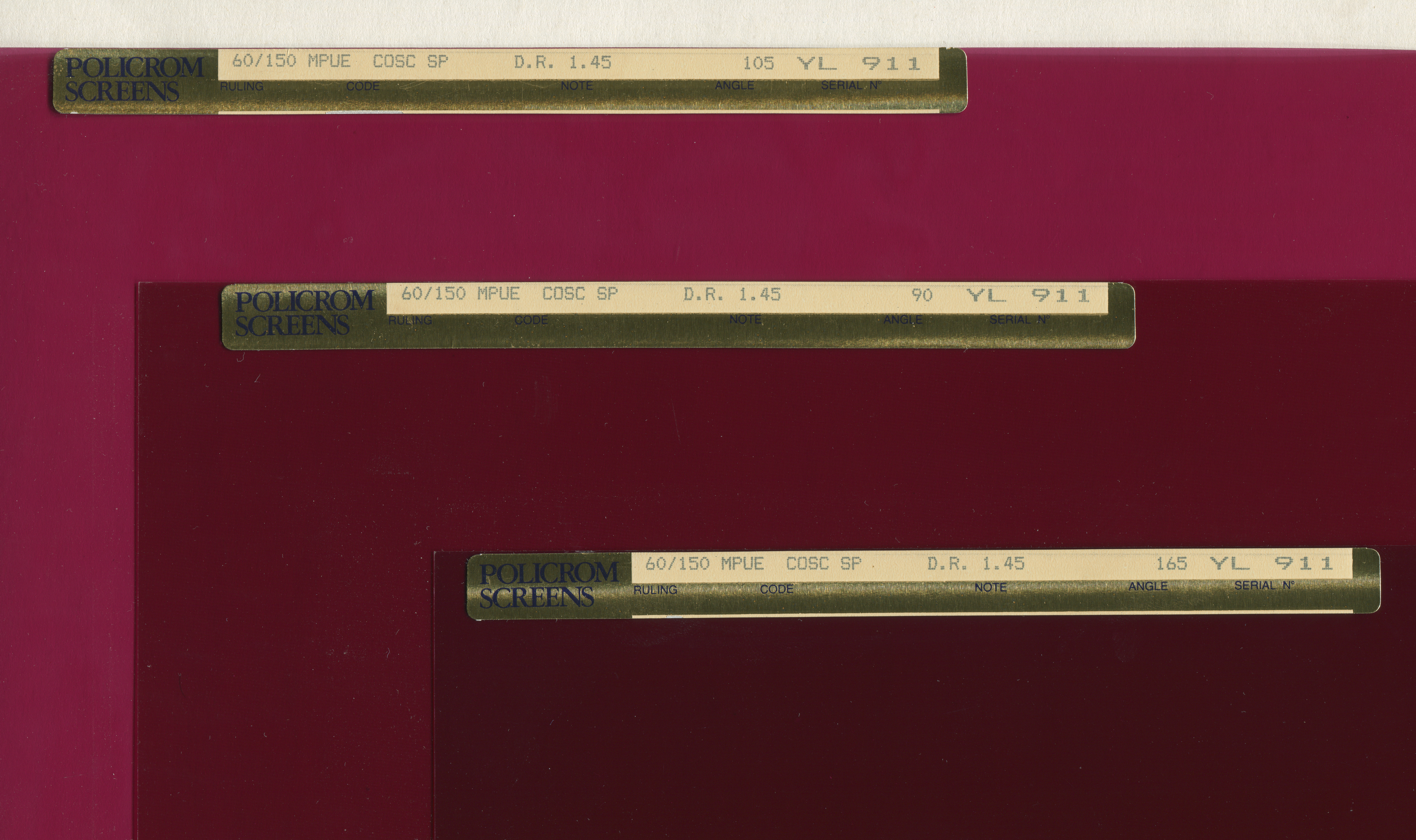
Retini viola utilizzati nella stampa offset: angoli 90°, 105°, 165°.
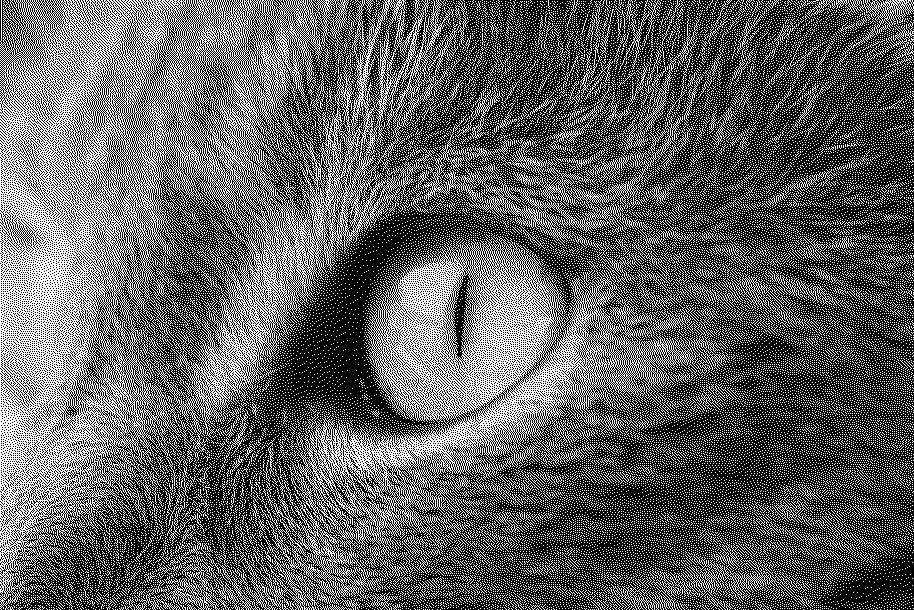
Un'immagine (retinata) di un gatto sottoposta a dithering utilizzando l'algoritmo Floyd-Steinberg dalla scala di grigi a un'immagine a 1 bit.